# Jan von Wegeleben
Jan von Wegeleben, także Johannes de Wegeleiven, Wegelewe (ur. ?, zm. po 1276) – mistrz krajowy Prus w roku 1263.

## Życiorys
Jan pochodził z miejscowości Wegeleben, położonej na wschód od Halberstadt. Wywodził się z rodziny ministeriałów będących w służbie u biskupów halberstradzkich oraz hrabiów Anhaltu.
Nie wiadomo kiedy wstąpił do zakonu krzyżackiego. Pierwsze wzmianki o Janie von Wegeleben pochodzą z roku 1262 i dotyczą one okresu kiedy piastował urząd komtura Elmsburga w Saksonii. W Prusach przebywał od stycznia 1263 do początku 1264 roku. W przeciągu tego roku widzimy go w styczniu, u boku wielkiego mistrza Anno von Sangerhausena w Elblągu, w lutym w Inowrocławiu reprezentował zakon krzyżacki podczas sądu polubownego rozstrzygającego spór z księciem kujawskim Kazimierzem. Po tragicznej w skutkach bitwie pod Lubawą i śmierci Helmeryka von Würzburga objął stanowisko mistrza krajowego w Prusach, które piastował do początku 1264. Na stanowisku zastąpił go Ludwik von Baldersheim. Okres jego rządów przypadł na trudny czas drugiego powstania pruskiego. O działalności Jana w Prusach nie można nic dokładnie powiedzieć. Jedyny dokument źródłowy informujący o jego rządach dotyczy nadań ziemskich dla ludności pruskiej wiernej zakonowi. Można więc wyciągnąć wniosek, że jednym ze sposobów Jana von Wegelebena na opanowanie trudnej sytuacji była próba uzależnienie lojalnych mieszkańców podbitych terenów i tym samym odciągniecie ich od działań wojennych wymierzonych przeciwko zakonowi.
Jan von Wegeleben opuścił Prusy wraz z wielkim mistrzem Anno von Sangerhausenem na początku 1264 r. udając się Niemiec. Najprawdopodobniej na urząd mistrza krajowego w Prusach powrócił na krótko w 1266 roku. Źródła podają, że w tym czasie na czele pruskiej prowincji stał brat Jan.
W roku 1276 udał się do Ziemi Świętej w celu uzyskania zgody wielkiego mistrza Hartmanna von Heldrungen na transakcje przeprowadzaną pomiędzy biskupem sambijskim Krystianem a komendą w Młynarach (niem.  Mühlhausen). Źródła nic nie wspominają o jego późniejszym życiu ani o dacie śmierci